# Tornado Balachikha
Le Tornado Balachikha est un club russe de baseball évoluant en championnat de Russie. Il est basé à Balachikha, dans la banlieue est de Moscou.

## Histoire
Champion de Russie depuis 2003, le Tornado accède à la phase finale de la Coupe d'Europe en 2005. Cinquième en 2005 puis septième en 2006, Tornado perd la place de la Russie en phase finale de Coupe d'Europe. Balachikha se qualifie en 2007 pour la phase finale de la Coupe d'Europe 2008.

## Palmarès
- Champion de Russie : 2003, 2004, 2005, 2006, 2007, 2008 et 2009.